# 陳若疇
陳若疇，字聞之，贵州平壩人，清朝政治人物、同進士出身。陳慶升子。

## 生平
嘉慶四年（1799年）己未科進士，三甲一百三十六名，后官湖北黃岡知縣。